# Sebastian Scaroni
Sebastian Andrew Scaroni (* 2. August 2000) ist ein australischer Fußballspieler.

## Karriere
Sebastian Scaroni spielte 2019 zwölfmal mit den Brisbane Strikers aus Brisbane in der National Premier Leagues Queensland. 2021 stand er beim schwedischen Verein Husqvarna FF in Huskvarna unter Vertrag. Im Januar 2022 kehrte er nach Australien zurück. Hier spielte er bis Mitte Juli 2024 für Gold Coast United und dem Olympic FC Brisbane. Am 17. Juli 2024 ging er nach Thailand. Hier unterschrieb er in Samut Prakan einen Vertrag beim Zweitligisten Samut Prakan City FC. Sein Zweitligadebüt gab er am 18. August 2024 (2. Spieltag) im Heimspiel gegen den Erstligaabsteiger Trat FC. Bei dem 3:2-Erfolg stand er in der Startelf und spielte die kompletten 90 Minuten. Nach insgesamt 14 Ligaspielen, in denen er einen Treffer erzielte, wechselte er im Januar 2025 zum Drittligisten North Bangkok University FC. Mit dem Verein spielt er in der Central Region der Liga. Am Ende der Saison 2024/25 feierte er mit dem Verein die Meisterschaft der Region. In den Aufstiegsspielen zur zweiten Liga konnte man sich nicht durchsetzen. Im Sommer 2025 wurde sein Vertrag nicht verlängert. Im Juli 2025 unterschrieb er in Pattani einen Vertrag beim Zweitligaaufsteiger Pattani FC.

## Erfolge
North Bangkok University FC
- Thai League 3 – Central: 2024/25